# St. Martin (Memleben)

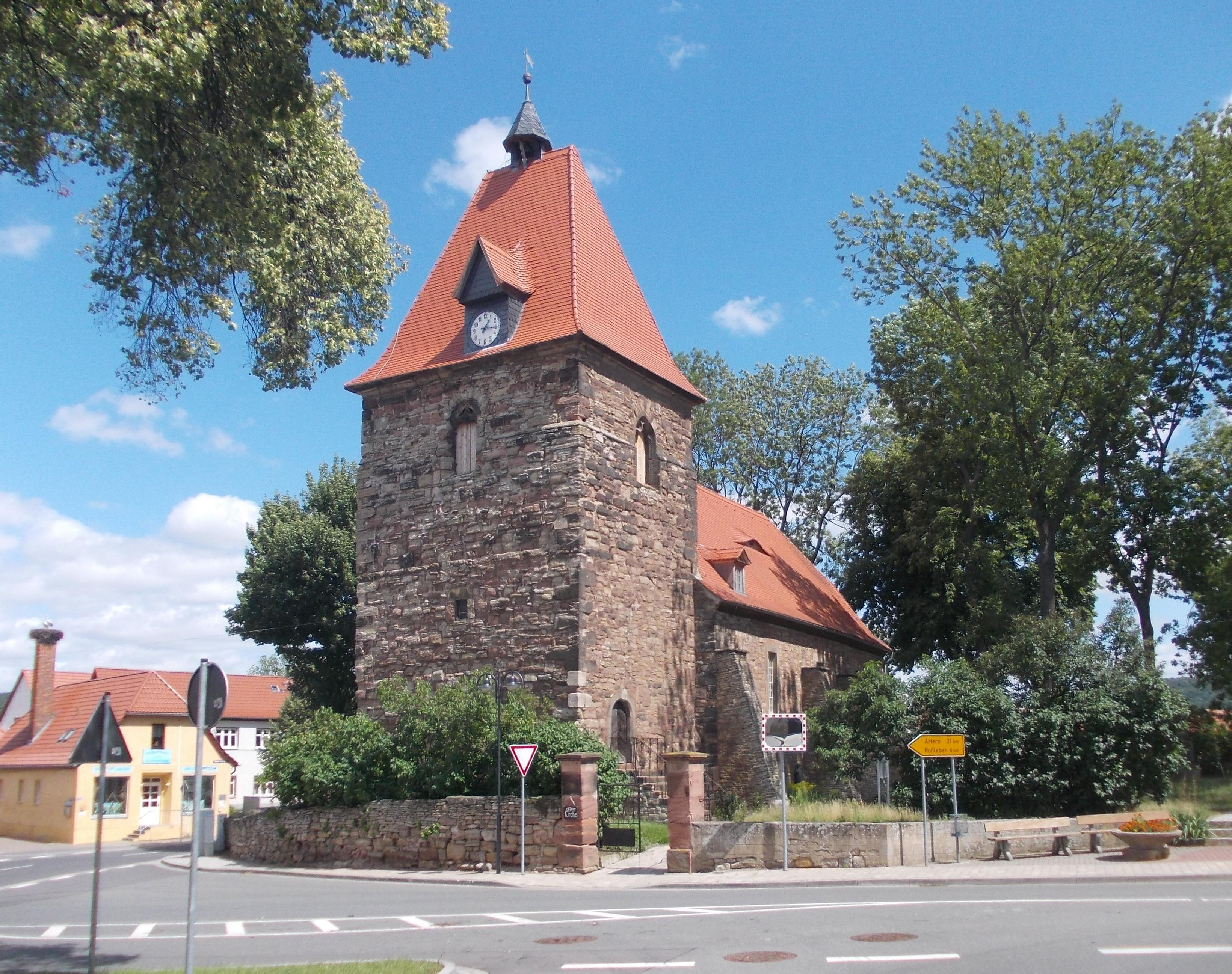
Kirche Sankt Martin in Memleben

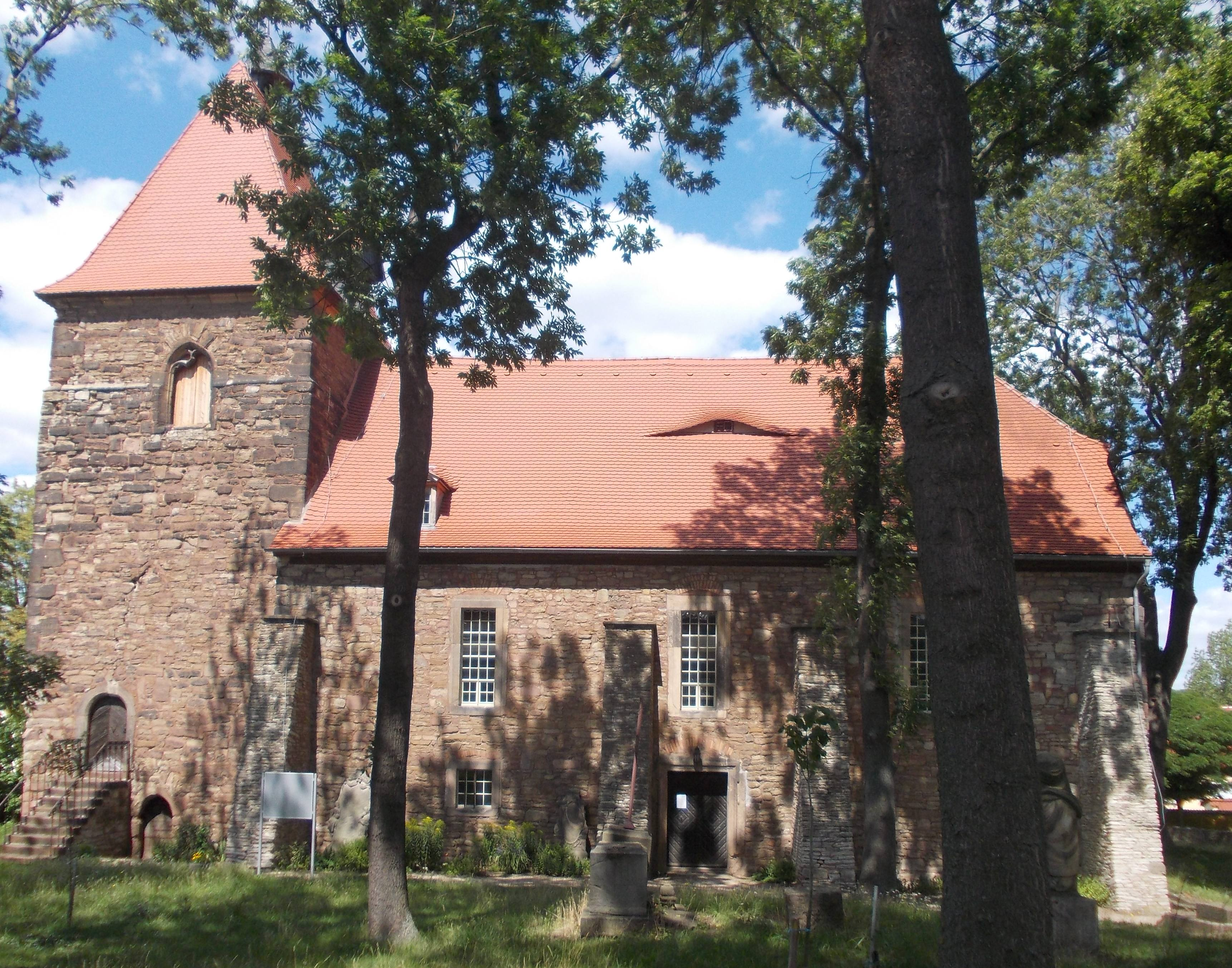
Kirche Memleben, Südseite

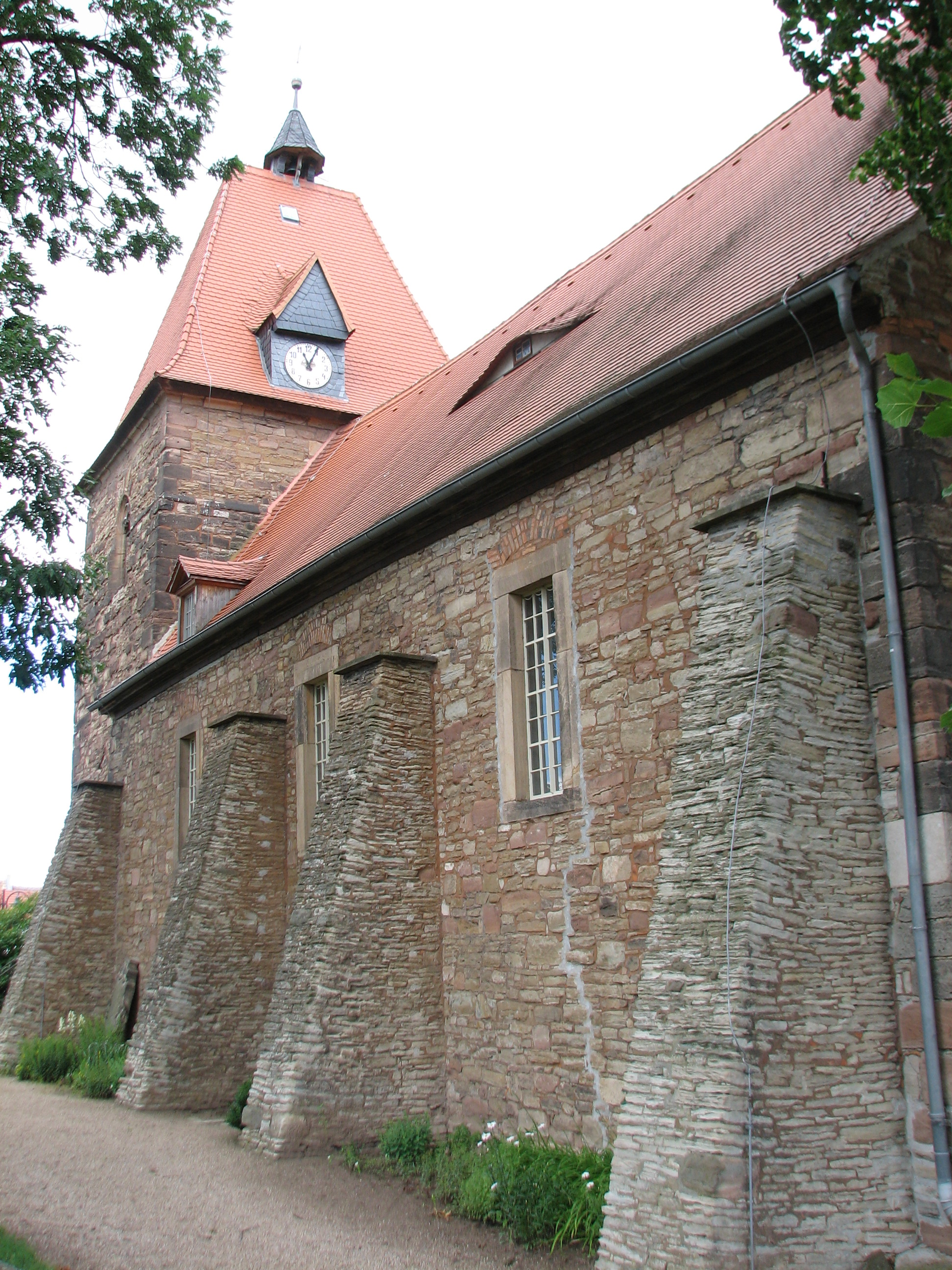
Kirche Memleben mit Strebepfeilern

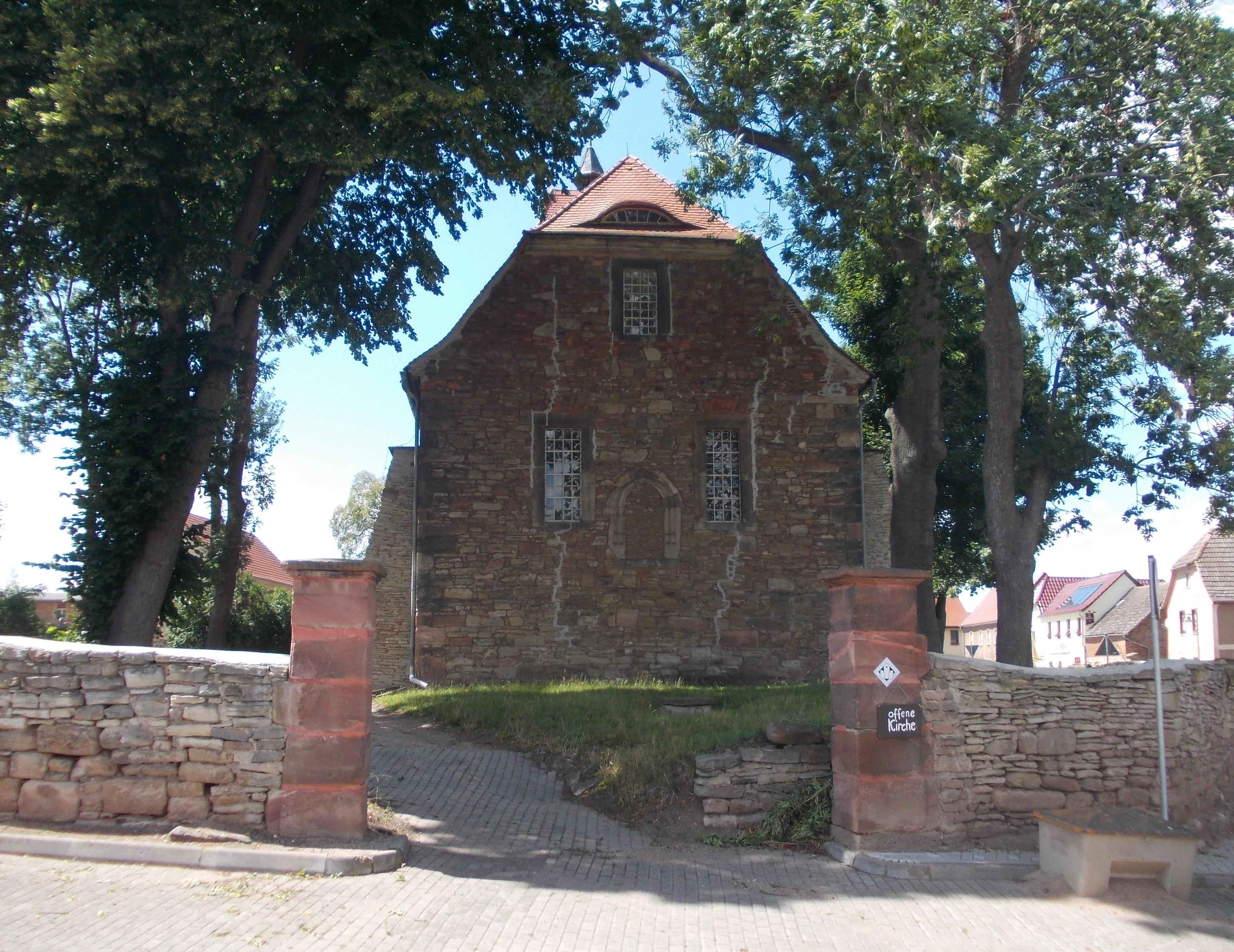
Kirche Memleben, Ostseite – Die Offene Kirche (Schild) ist weit mehr als üblich zugänglich

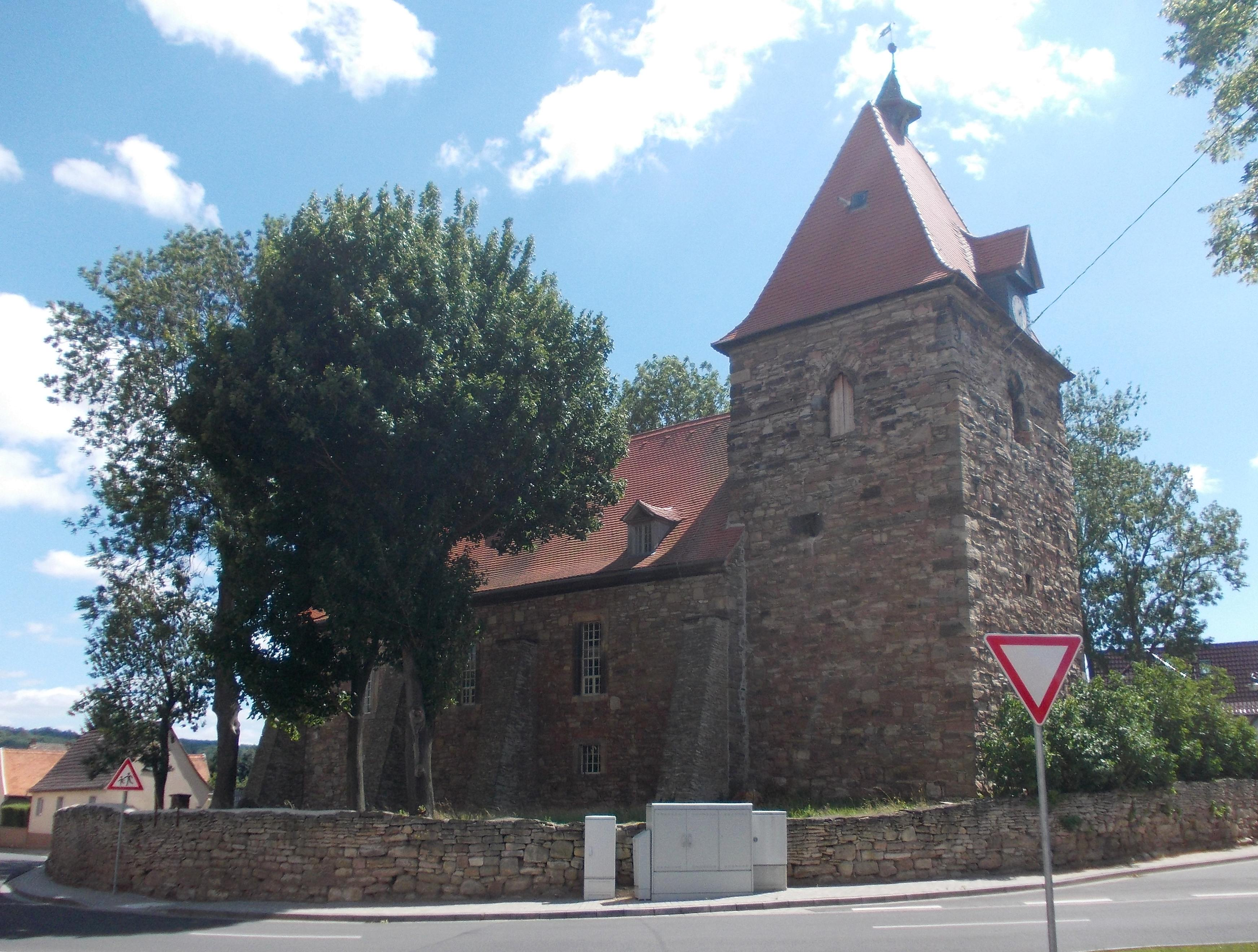
Kirche Memleben, Nordseite und Kirchturm

Die Kirche Sankt Martin in Memleben ist ein Sakralbau der Evangelischen Kirche in Mitteldeutschland in Memleben, einem Ortsteil der Gemeinde Kaiserpfalz im Landkreis Burgenlandkreis in Sachsen-Anhalt.

## Geschichte und Gestalt

### Außen
Die älteste Kirche an diesem Ort ist für das Jahr 970 nachweisbar. Der gotische Sakralbau entstand im 15. Jahrhundert – konkret wohl im Jahr 1486 – und wurde im 18. Jahrhundert barockisiert. Der Bruchsteinbau hat einen im Jahr 1508 errichteten, querrechteckigen Westturm mit Walmdach, kleinem Dachreiter und Uhren-Gaube sowie ein vermauertes Portal sowie vier mächtige Strebepfeiler.
Die ursprüngliche Wehrkirche ist 30 Meter lang und 10,5 Meter breit, die Kirchturmhöhe beträgt angeblich rund 30 Meter. Der einstige Wehrturm gilt als eines der Wahrzeichen Memlebens. Je vier Strebpfeiler stützen die südliche und die nördliche Mauer des Kirchenschiffs, die am Erdboden mehr als zwei Meter in die Tiefe gehen.
Im ersten Bauabschnitt wurde die Statik der Kirche korrigiert, der zweite Bauabschnitt im Jahr 2007 diente der Sanierung der als Tonnengewölbe gestalteten Stuckdecke.

### Innen
Im Jahr 1726 wurde die Kirche innen erneuert und der Holztonnen-Decke Stuck angebracht. Im Innenraum finden sich Kanzelaltar, Altar-Kruzifix, mittelalterliche Schnitzfiguren und eine zweigeschossige Hufeisen-Empore. Seit 1726 ziert ein schwebender Taufengel die Kirche. Ein Holzrelief zeigt die Grablegung Christi, ein weiteres Kunstwerk die trauernde Mutter Maria. Der Mittelschrein stammt aus der Spätgotik und war an der Südwand befestigt. Die Holzplastik Anna selbdritt, die einige Jahrzehnte in der Kirche zuhause war, kann im Museum des Klosters und der Kaiserpfalz Memleben besichtigt werden.
Bei Aufräumarbeiten im Pfarrgarten 1992 wurde ein alter Taufstein gefunden, der wohl bis 1620 verwendet wurde.

#### Orgel
Im Jahr 1728 baute Orgelmacher Johann Christoph Mocker II. aus Roßleben eine Orgel in die Kirche. Nicht überliefert ist, ob es zuvor eine Orgel gab. Im Mai 1870 wurde eine neue Orgel eingeweiht, die für 900 Taler der in Merseburg beheimatete Orgelbauer Johann Friedrich Gerhardt (1826–1922), der 1876 auch die dreimanualige Orgel mit 47 Registern für Merseburgs Stadtkirche St. Maximi schuf, angefertigt hatte. 1917 mussten die Orgel-Prospektpfeifen als Metallspende des deutschen Volkes zwecks Einschmelzen für die Rüstungsproduktion abgegeben werden; sie wurden 1925 ersetzt. Nachdem die Orgel seit 1995 nicht mehr spielbar war, wurde sie von September 2013 bis August 2016 einer Generalreparatur unterzogen und erklingt seit ihrer Einweihung am 18. September 2016 wieder zu Gottesdiensten und in Konzerten.

#### Glocken
Drei Kirchenglocken sind im Jahr 1575 dokumentiert worden. Die nächstälteste von 1616 fiel der Metallspende des deutschen Volkes im Zweiten Weltkrieg zum Opfer. Im Jahr 1836 waren drei Glocken vorhanden. Die große Bronze-Glocke schuf 1797 die Glockengießerei Ulrich aus Laucha an der Unstrut. Sie ist 1.000 Kilogramm schwer, hat den Schlagton e und die Aufschrift „Verbum domini manet in aeternum“ – sie ist bis heute vorhanden. Die mittlere und kleine Glocke mussten ebenfalls im Zweiten Weltkrieg zum Einschmelzen für Rüstungszwecke abgegeben werden.

## Varia
- Der Kirchen-Förderverein ist seit 2007 aktiv. Er ermöglichte die Malerarbeiten an den Emporen und der Sakristei sowie die Reparatur der Turmtreppe und der Mauer. Ein weiteres Ziel ist die Wiederherstellung der Orgel.[5]
- Das Gotteshaus ist als sogenannte Offene Kirche für Besucher und Interessierte mehr als üblich geöffnet: „und zwar mindestens von April bis September ein halbes Jahr lang für fünf Tage pro Woche und je vier Stunden täglich“[6].

## Bilder

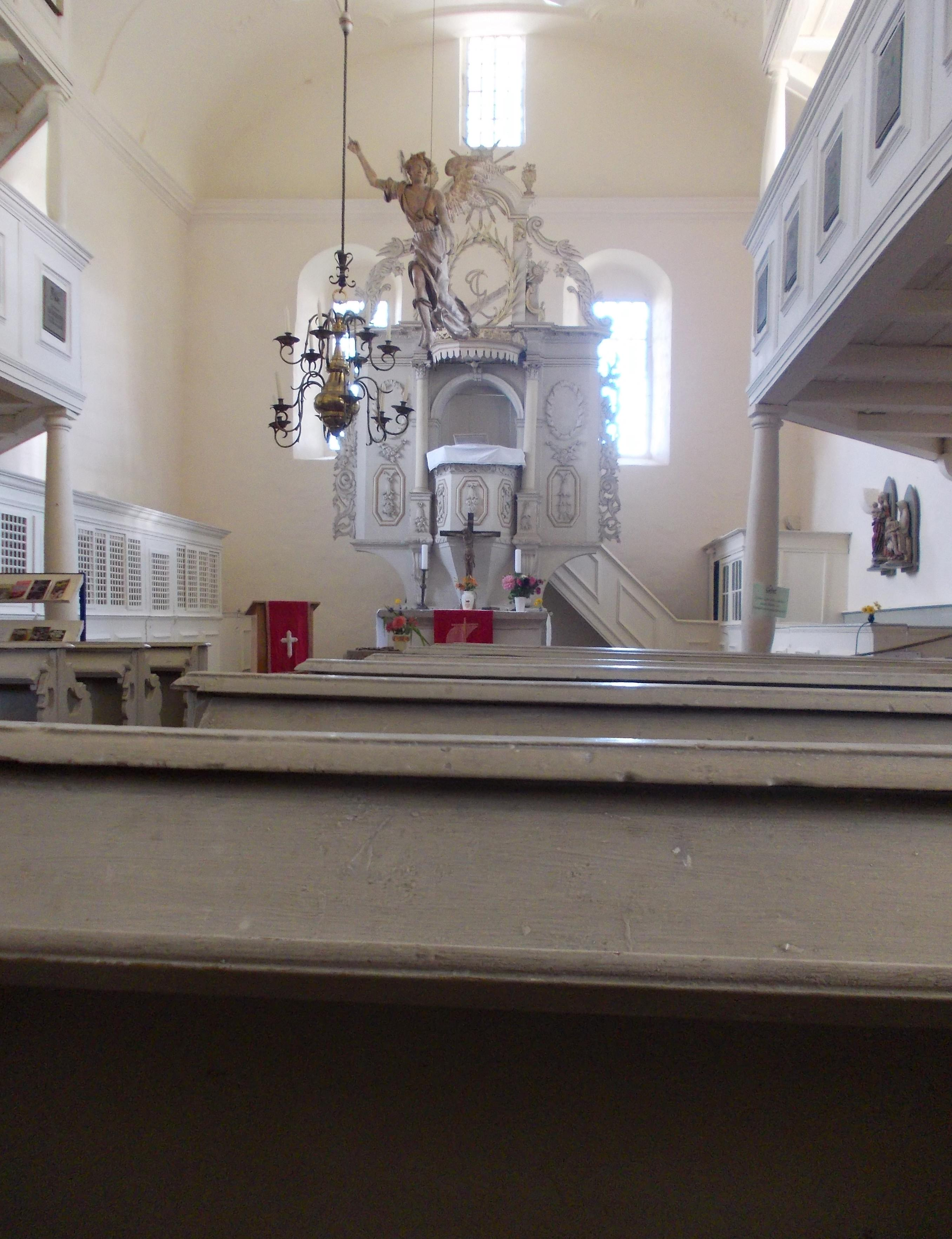
Blick zum Altar
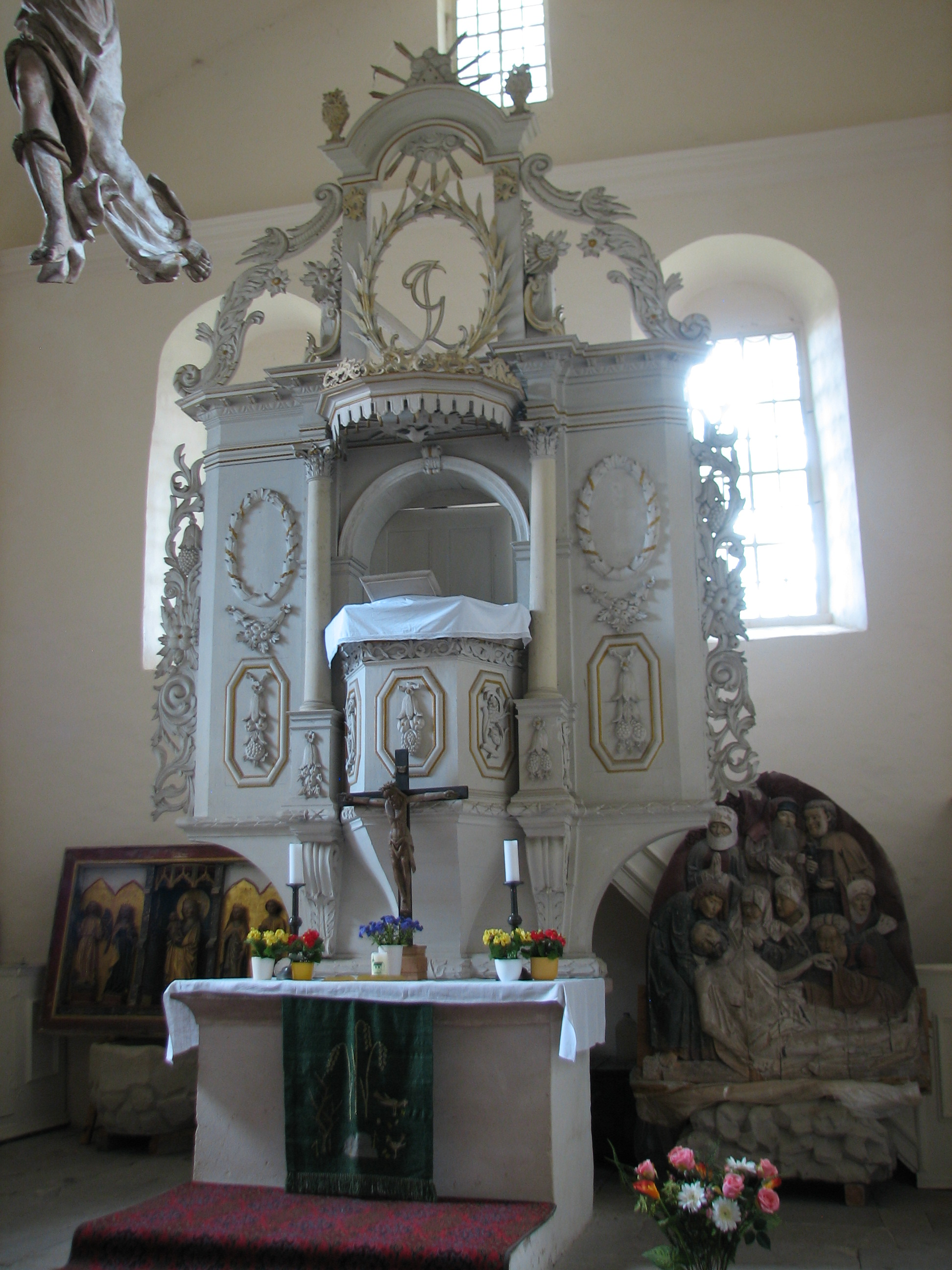
Altar der Kirche Memleben
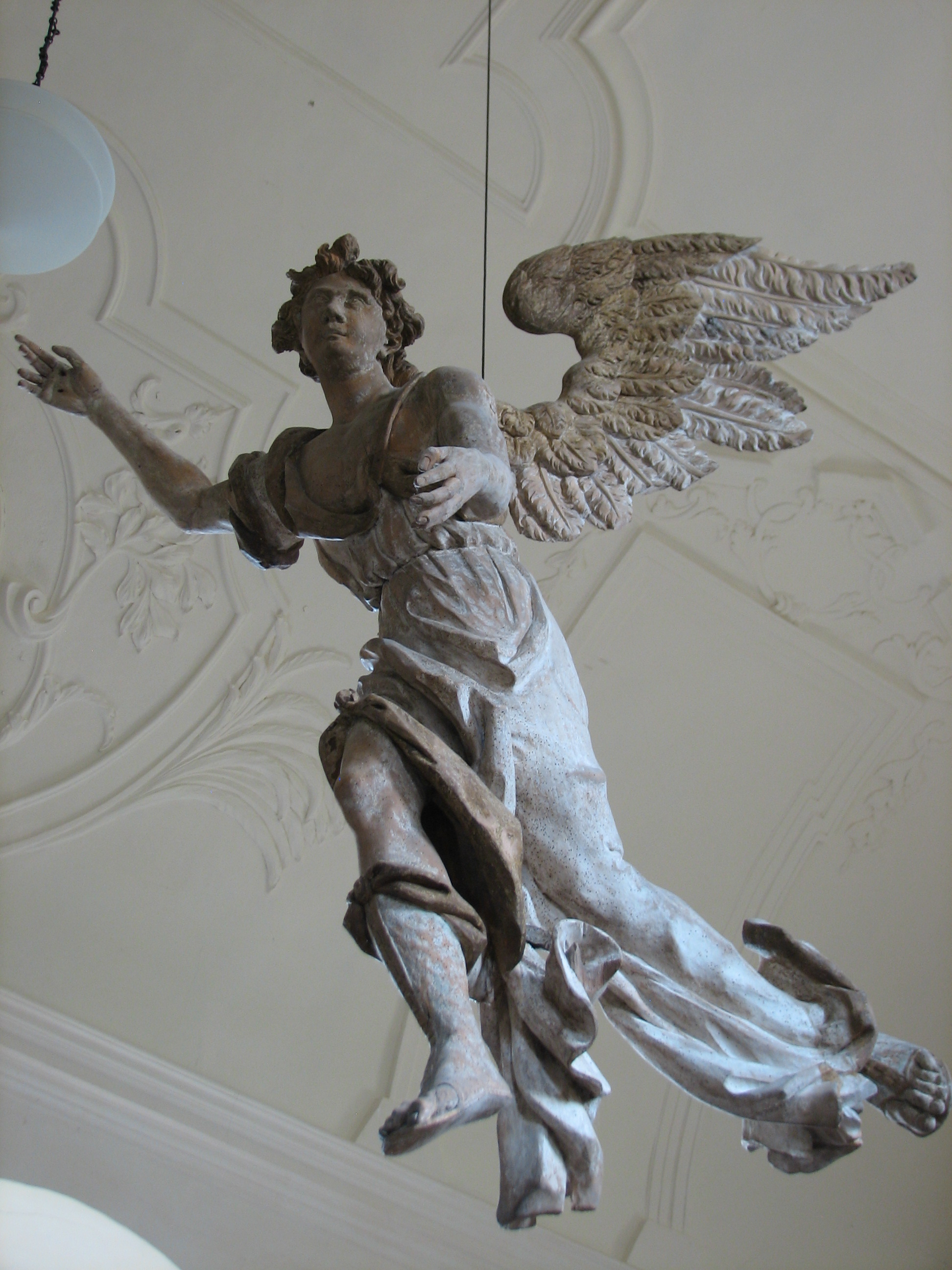
Schwebender Engel in der Kirche Memleben
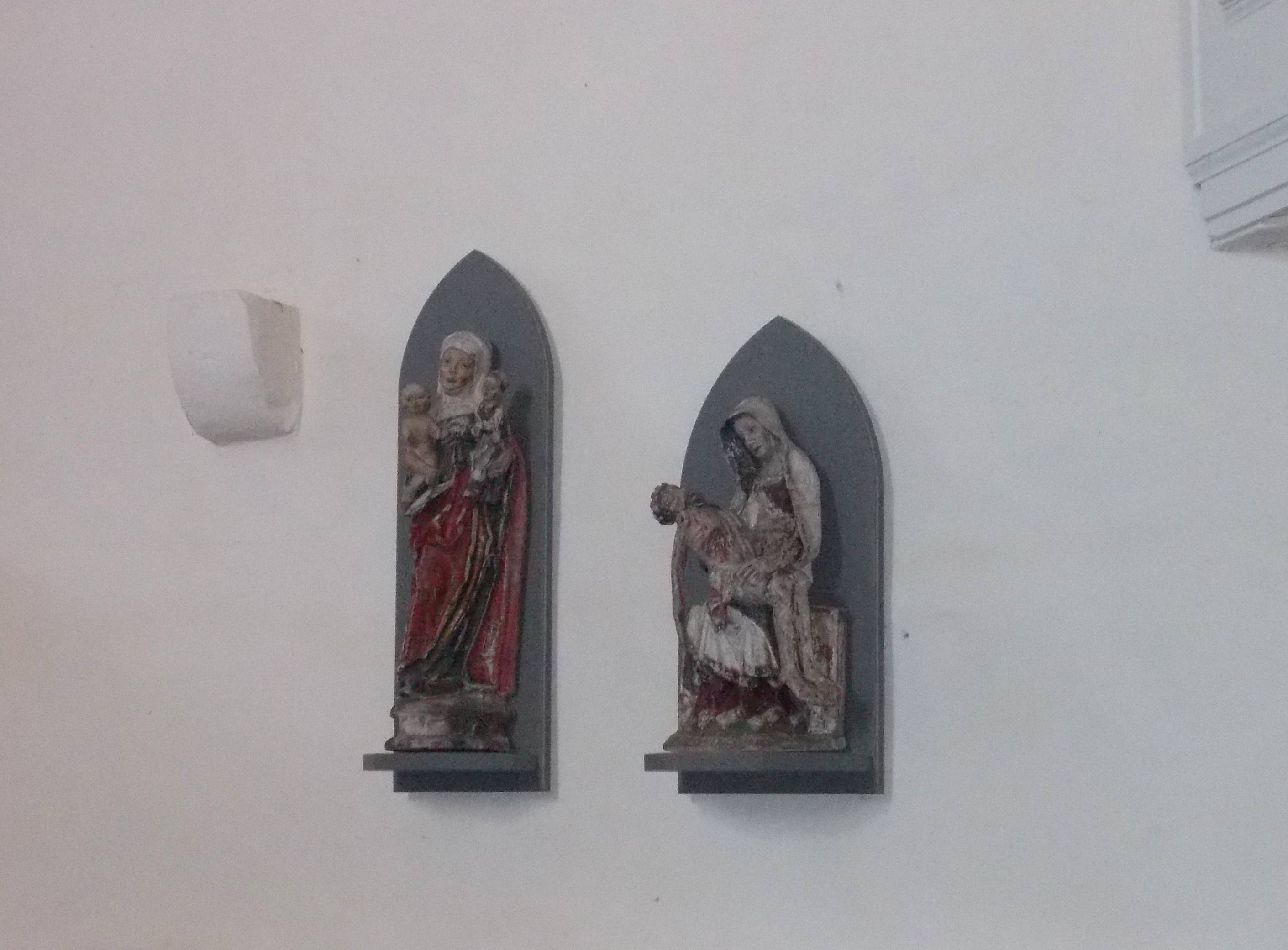
Mittelalterliche Holzplastiken
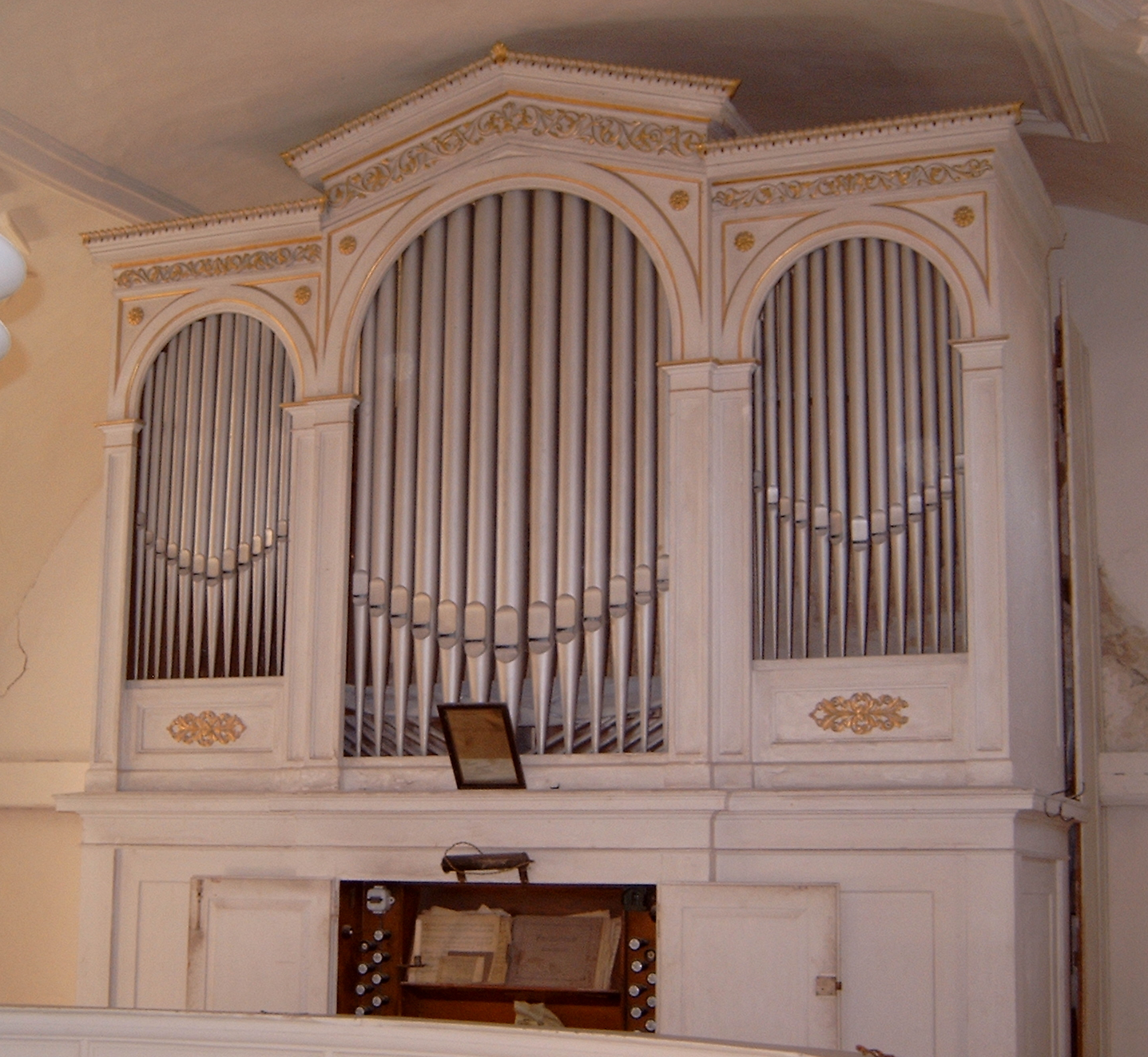
Orgelprospekt (2014)
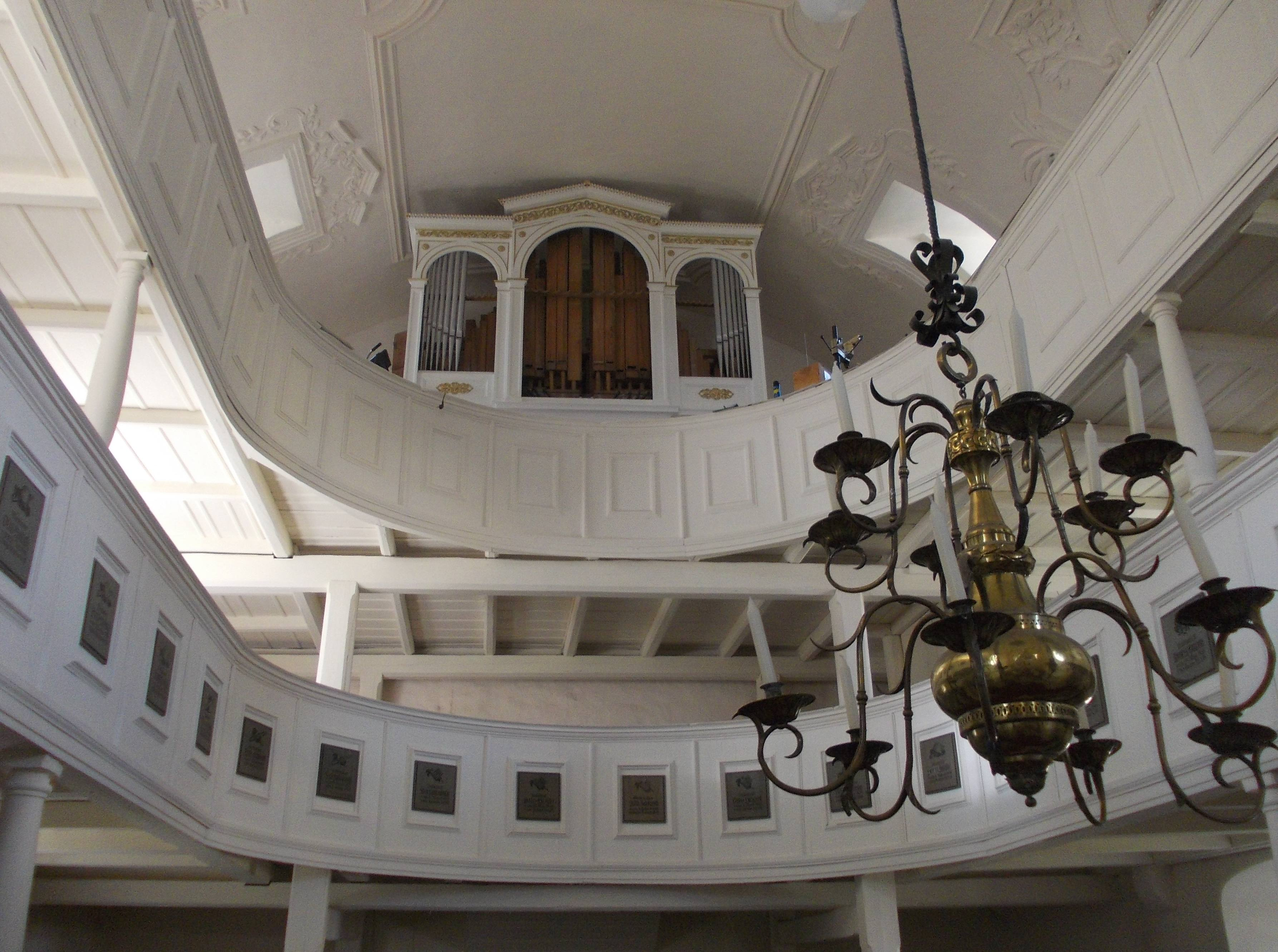
Blick zu Stuckdecke, Orgel und Emporen (2015)
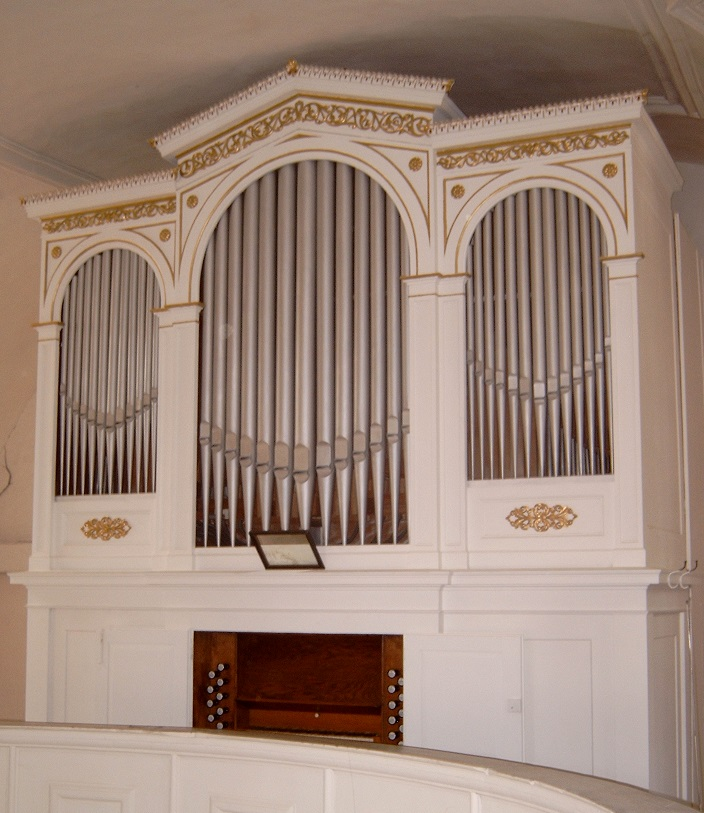
Orgelprospekt (2016)
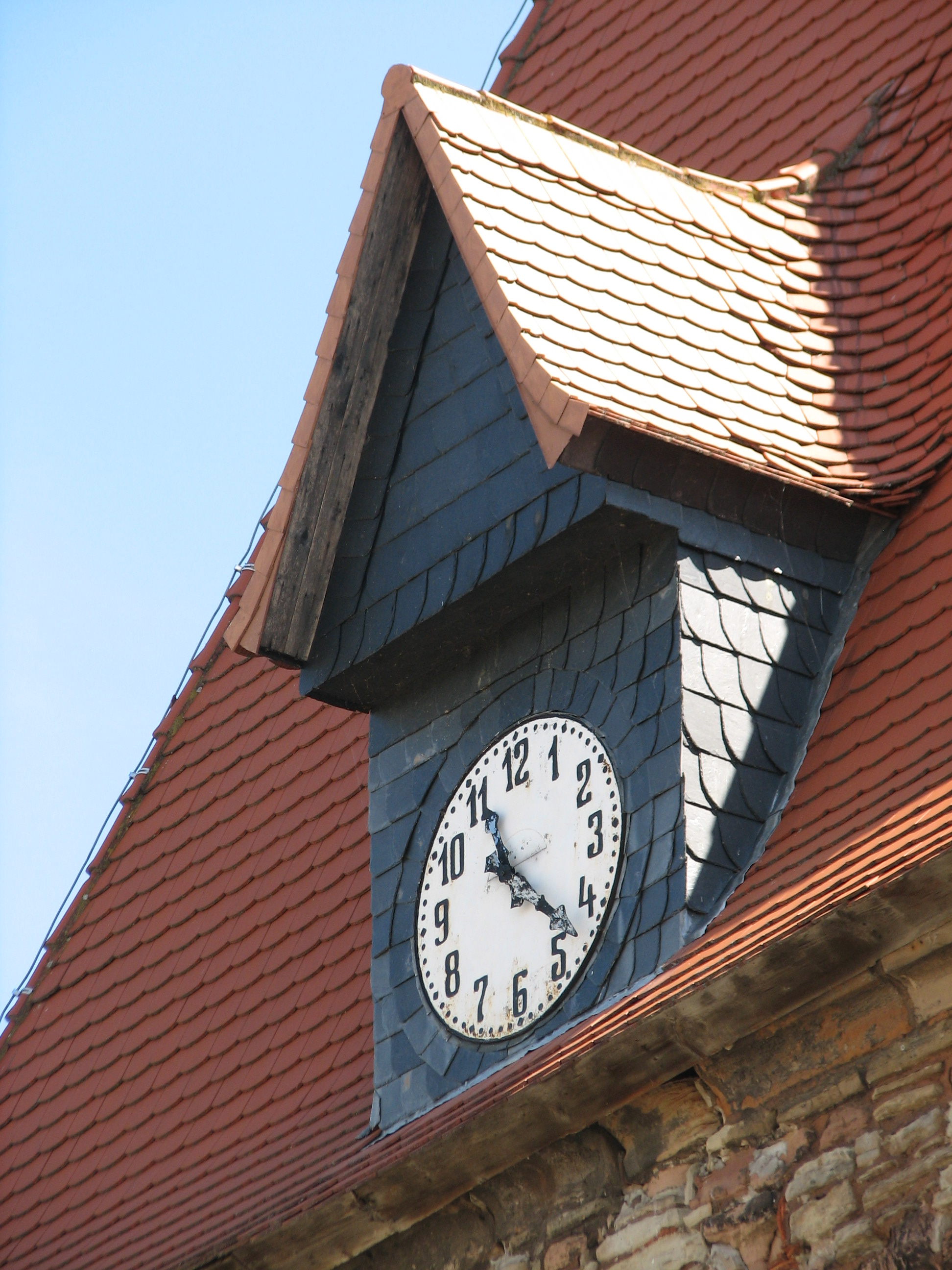
Gaube mit Turmuhr
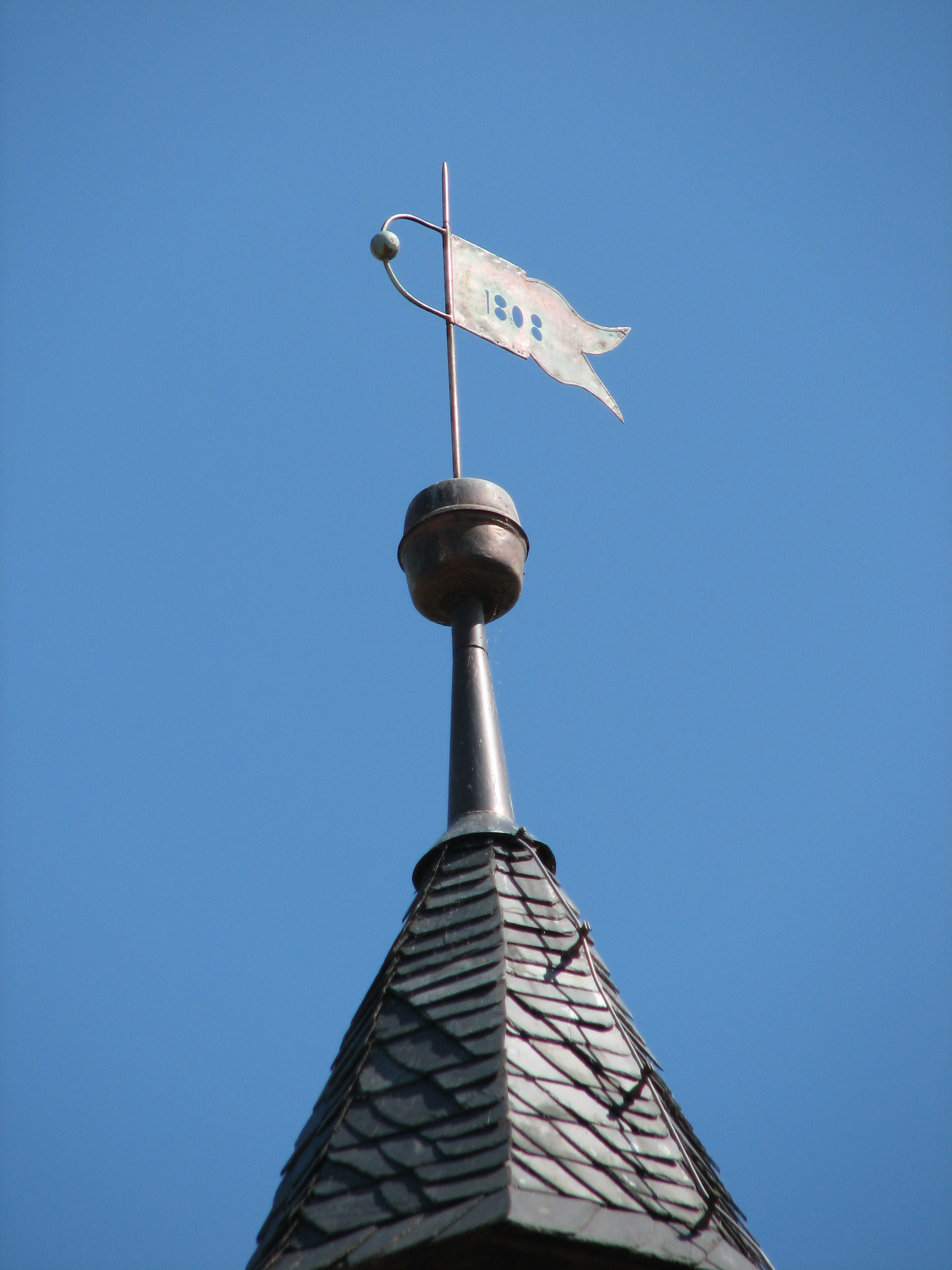
Kirchturmspitze mit Wetterfahne und Jahreszahl

## Name
Martinskirche oder St. Martin wird eine Kirche genannt, die dem hl. Martin geweiht war oder ist. Namenspatron ist in der Regel Martin von Tours (316/317–397), der Reichsheilige der Franken, der seinen Mantel geteilt hat, der Schutzheilige der Reisenden, der Retter der Armen und Bettler, seltener Martin I. oder auch – bei evangelischen Martinskirchen – Martin Luther.
Martinskirchen sind überwiegend sehr alte Kirchen und waren meist Mutterkirchen, von denen später andere Pfarrkirchen abgepfarrt wurden, Taufkirchen und Sendkirchen. Oft sind es Kirchen, die der Armenmission dienten oder Stationen an Handelswegen waren. Besonders in Gebieten, die ab dem 8. Jahrhundert vom Bistum Mainz aus missioniert und kirchlich verwaltet wurden, ist das Martinspatrozinium verbreitet.